# Аньда
Аньда́ (кит. упр. 安达, пиньинь Āndá) — городской уезд городского округа Суйхуа провинции Хэйлунцзян (КНР). Название района — искажённое монгольское слово «найрамдал» («дружба»).

## История
Исторически здесь кочевали монголы, и эти места назывались «найрамдал». Во время строительства КВЖД здесь в 1901 году была построена железнодорожная станция, в названии которой слово «найрамдал» исказили в «Аньда». В 1906 году здесь разместился Аньдаский комиссариат (安达厅).
После Синьхайской революции в Китае изменилась структура государственного управления, и в 1913 году Аньдаский комиссариат был преобразован в уезд Аньда (安达县).
В 1931 году Маньчжурия была оккупирована японскими войсками, а в 1932 году было образовано марионеточное государство Маньчжоу-го. 1 декабря 1934 года в Маньчжоу-го была создана провинция Биньцзян, в состав которой вошли эти земли.
В 1945 году Маньчжурия была освобождена Советской армией, и уезд Аньда оказался в составе провинции Сунцзян, а в августе 1946 года был передан в состав провинции Хэйлунцзян. В 1947 году провинции Хэйлунцзян и Нэньцзян были объединены в «Объединённую провинцию Хэйлунцзян и Нэньцзян» (сокращённо — провинцию Хэйнэнь), однако вскоре разделены вновь, и уезд Аньда оказался уже в составе провинции Нэньцзян. В 1949 году провинция Нэньцзян была присоединена к провинции Хэйлунцзян
В 1956 году решением Госсовета КНР был образован Специальный район Нэньцзян (嫩江专区), и уезд Аньда вошёл в его состав. 12 мая 1960 года уезд Аньда был передан в Специальный район Сунхуацзян (松花江专区), а 26 мая уезд Аньда был ликвидирован, и из его территории и части территории уезда Чжаодун был образован город Аньда. 23 июня 1964 года решением Госсовета КНР город Аньда был ликвидирован, а на его месте был создан Особый район Аньда (安达特区). В 1965 году Специальный район Сунхуацзян был переименован в Специальный район Суйхуа; в том же году восточная часть Особого района Аньда вновь стала уездом Аньда, а на остальной территории был опять образован город Аньда, подчинённый напрямую правительству провинции Хэйлунцзян (в 1979 году он был переименован в Дацин). Во время Культурной революции правительство Специального района Суйхуа в 1967 году было расформировано, а вместо него образован Революционный комитет; сам специальный район в это время трансформировался в Округ Суйхуа (绥化地区). В 1978 году Революционный комитет был преобразован в правительство округа.
17 ноября 1984 года уезд Аньда был преобразован в городской уезд. В 1999 году решением Госсовета КНР округ Суйхуа был преобразован в городской округ Суйхуа.

## Административное деление
Городской уезд Аньда делится на 3 уличных комитета (в городе Аньда), 10 посёлков и 4 волости.
| №  | Название    | Название (кит.) | Статус          | Население чел. (2010) | На карте                         |
| -- | ----------- | --------------- | --------------- | --------------------- | -------------------------------- |
| 1  | Синьсин     | 新兴街道办事处  | уличный комитет | 79458                 | 46°24′53″ с. ш. 125°20′09″ в. д. |
| 2  | Аньхун      | 安虹街道办事处  | уличный комитет | 56761                 | 46°24′53″ с. ш. 125°20′09″ в. д. |
| 3  | Теси        | 铁西街道办事处  | уличный комитет | 32894                 | 46°24′53″ с. ш. 125°20′09″ в. д. |
| 4  | Янцао       | 羊草镇          | поселок         | 30679                 | 46°19′56″ с. ш. 125°24′57″ в. д. |
| 5  | Ваньбаошань | 万宝山镇        | поселок         | 28676                 | 46°23′30″ с. ш. 125°12′24″ в. д. |
| 6  | Цзисинган   | 吉兴岗镇        | поселок         | 28420                 | 46°37′39″ с. ш. 125°47′04″ в. д. |
| 7  | Лаохуган    | 老虎岗镇        | поселок         | 26466                 | 46°44′36″ с. ш. 125°34′52″ в. д. |
| 8  | Аньда       | 安达镇          | поселок         | 26311                 | 46°24′53″ с. ш. 125°20′09″ в. д. |
| 9  | Жэньминь    | 任民镇          | поселок         | 24990                 | 46°38′05″ с. ш. 125°32′39″ в. д. |
| 10 | Шэнпин      | 升平镇          | поселок         | 22935                 | 46°12′51″ с. ш. 125°15′59″ в. д. |
| 11 | Чандэ       | 昌德镇          | поселок         | 22485                 | 46°08′33″ с. ш. 125°01′00″ в. д. |
| 12 | Волитунь    | 卧里屯乡        | волость         | 21521                 | 46°28′08″ с. ш. 125°17′09″ в. д. |
| 13 | Цинкэньпао  | 青肯泡乡        | волость         | 17745                 | 46°24′31″ с. ш. 125°26′31″ в. д. |
| 14 | Сяньюань    | 先源乡          | волость         | 14370                 | 46°23′41″ с. ш. 125°20′50″ в. д. |
| 15 | Чжунбэнь    | 中本镇          | поселок         | 13476                 | 46°34′51″ с. ш. 125°27′56″ в. д. |
| 16 | Хошишань    | 火石山乡        | волость         | 13024                 | 46°30′03″ с. ш. 125°40′24″ в. д. |
| 17 | Тайпинцуан  | 太平庄镇        | поселок         | 11066                 | 46°50′19″ с. ш. 125°23′33″ в. д. |

## Соседние административные единицы
Городской уезд Аньда на юго-востоке граничит с городским уездом Чжаодун и уездом Ланьси, на северо-востоке — с уездом Цинган, на юге и западе — с городским округом Дацин.